# Corallicletodes boutierei
Corallicletodes boutierei är en kräftdjursart som beskrevs av Soyer 1966. Corallicletodes boutierei ingår i släktet Corallicletodes och familjen Argestidae. Inga underarter finns listade i Catalogue of Life.